# Tina Khidacheli
Tinatin Khidacheli, dite Tina Khidacheli (en géorgien: თინათინ (თინა) ხიდაშელი), née le 8 juin 1973, est une juriste et femme politique géorgienne. Membre du Parti républicain et ancienne militante de la société civile, elle a été nommée ministre de la Défense de Géorgie le 1er mai 2015, devenant ainsi la première femme ministre de la Défense du pays. Elle a démissionné le 1er août 2016, après que son parti ait décidé de quitter la coalition au pouvoir du Rêve géorgien,.
Khidacheli est mariée à David Oussoupachvili, l'ancien président du Parlement de Géorgie.

## Biographie

### Éducation et début de carrière
Née à Tbilissi, Tina Khidacheli est diplômée de l'Université d'État de Tbilissi avec un diplôme en droit international en 1995. Elle devient titulaire d'une maîtrise en sciences politiques à l'Université d'Europe centrale de Budapest en 1996. Elle est ensuite chercheuse en droits de l'homme au Washington College of Law, et membre internationale de l'Université de Yale. Ayant travaillé pour plusieurs organisations gouvernementales et internationales en Géorgie, Khidacheli assume la présidence de l'influent groupe de défense des droits de l'homme "Association géorgienne des jeunes avocats" (GYLA) de 2000 à 2004. En même temps, elle est membre du Conseil national de lutte contre la corruption de 2002 à 2004. Critique virulente du gouvernement de l'époque du président de la Géorgie Edouard Chevardnadze, Khidacheli est énergiquement impliqué dans le mouvement de protestation qui provoque la démission de Shevardnadze lors de la Révolution des Roses en novembre 2003. Elle prend cependant ses distances avec le nouveau gouvernement dirigé par Mikheil Saakachvili, son allié dans la lutte politique contre Chevardnadze.

### Carrière politique
Après un bref mandat en tant que présidente du conseil d'administration de l'Open Society Georgia Foundation (Soros Foundation) de 2004 à 2005, Khidacheli rejoint le Parti républicain de Géorgie, dirigé par son mari, David Usupashvili. Elle est secrétaire aux affaires internationales de ce parti de 2005 à 2009. Elle est élue au Conseil de Tbilissi en 2010 et entre au Parlement de Géorgie lorsque la coalition Rêve géorgien, dont le Parti républicain est membre, bat le parti dirigé par Saakachvili lors des élections de 2012. Elle préside alors la commission parlementaire sur l'intégration européenne. En mai 2015, Khidacheli succède à Mindia Janelidze (en) au poste de ministre géorgien de la Défense. Au cours de son mandat, Khidacheli recherche une coopération étroite avec l'OTAN et les États-Unis. Elle annonce également son intention de mettre fin à la conscription obligatoire dans le cadre des réformes militaires. Lorsque le Parti républicain décide de quitter la coalition Rêve géorgien avant les élections législatives prévues en octobre 2016, Khidacheli démissionne et est remplacée par l'ancien responsable de la sécurité Levan Izoria. Khidacheli elle-même critique le choix du gouvernement de son successeur.